# توني زايلر
توني سيلر (Toni Sailer) هو لاعب أولمبي لرياضة التزلج على المنحدرات الجليدية من النمسا. شارك في الأولمبياد الشتوي في 1956، وفاز بما مجموعه 3 ميداليات.

## الميداليات
| ذهب | فضة | برونز | المجموع |
| 3   | 0   | 0     | 3       |

## روابط خارجية
- توني زايلر على موقع IMDb (الإنجليزية)
- توني زايلر على موقع الموسوعة البريطانية (الإنجليزية)
- توني زايلر على موقع مونزينجر (الألمانية)
- توني زايلر على موقع ميوزك برينز (الإنجليزية)
- توني زايلر على موقع أول موفي (الإنجليزية)
- توني زايلر على موقع قاعدة بيانات الأفلام السويدية (السويدية)
- توني زايلر على موقع إن إن دي بي (الإنجليزية)
- توني زايلر على موقع ديسكوغز (الإنجليزية)
- توني زايلر على موقع قاعدة بيانات الفيلم (الإنجليزية)
- توني زايلر على موقع كينوبويسك (الروسية)
- توني زايلر على موقع الاتحاد الدولي للتزلج (التزلج على المنحدرات الثلجية) (الإنجليزية)
- توني زايلر على موقع اللجنة الأولمبية الدولية (الإنجليزية)
- توني زايلر على موقع أوليمبيديا (الإنجليزية)